# جونستون أموروا
جونستون أموروا (بالإسبانية: Johnstone Omurwa)‏ (8 أغسطس 1998 في كينيا) هو لاعب كرة قدم كيني في مركز الدفاع. يلعب حاليًا مع نادي أبها السعودي.

## وصلات خارجية
- جونستون أموروا على موقع قاعدة بيانات كرة القدم.إي يو (الإنجليزية)
- جونستون أموروا على موقع ناشيونال فوتبول تيمز (الإنجليزية)
- جونستون أموروا على موقع Soccerway.com (الإنجليزية)
- جونستون أموروا على موقع عالم كرة القدم.نت (الإنجليزية)